# Osvaldo Carvajal
Osvaldo Carvajal Rodríguez (* 15. November 1914; † 11. Juli 1991) war ein chilenischer Fußballspieler. Der Mittelfeldspieler lief in vier Länderspielen für Chile auf.

## Karriere

### Verein
Osvaldo Carvajal begann im Stadtviertel Yungay von Santiago mit dem Fußballspielen. Nach den Jugendstationen Peñarol Infantil und Iriondo kam er in die Liga von Yungay zu Roca Mapocho. Mit 18 Jahren spielte Carvajal für Deportivo Ñuñoa und ging von dort aus in die neu gegründete Primera División zu Morning Star, das im April 1936 mit dem CD Santiago zum CD Santiago Morning fusionierte. 1939 vertrat Carvajal den Santiago National FC und verbrachte seine letzten beiden Karrierejahre beim CD Green Cross.

### Nationalmannschaft
Osvaldo Carvajal debütierte beim Campeonato Sudamericano 1941 unter Máximo Garay beim 5:0-Erfolg über Ecuador. Er kam in allen vier Turnierspielen für die La Roja zum Einsatz, darunter zweimal als Einwechselspieler. Das Team von Carvajal landete nach zwei Siegen und zwei Niederlagen auf dem dritten Platz. Die vier Spiele bei der Südamerikameisterschaft waren seine einzigen Länderspiele.